# Јамајка
Јамајка (енгл. Jamaica) држава је на истоименом острву у Карипском мору. Површина острва је 10.990 km², што га по величини сврстава на треће место у Великим Антилима. Јамајка је по својој површини пета земља у Карибима, иза Кубе, Доминиканске Републике, Хаитија, и Бахама. Налази се око 145 km јужно од Кубе, и 191 km западно од Хиспаниоле.
Припадници домородачког народа Таино су ово острво звали Шајмака, што на аравак језику значи земља дрвета и воде или земља пролећа.
До 1665. острво је било шпански посед и звало се Сантијаго (шп. Santiago), након чега је прешло у руке Енглеза (касније Велике Британије), када је названо Јамајка. Пуну независност од Уједињеног Краљевства стекла је 6. августа 1962. На острву живи око 2,8 милиона људи, што Јамајку сврстава на треће место по броју становника међу англофоним земљама Америке, после САД и Канаде. Највећи и главни град је Кингстон, са 937.700 становника. Услед велике емиграције из земље широм света постоји бројна јамајканска дијаспора.
На челу државе је енглески краљ Чарлс III с обзиром да је Јамајка једна од чланица Комонвелта. Његов представник у Јамајци је генерални гувернер Јамајке сер Патрик Ален. На челу владе је премијер Порша Симпсон Милер. Јамајка је парламентарна уставна монархија са дводомном скупштином коју чине сенат, чије чланове именује вођа опозиције у представничком дому и премијер, и представнички дом, чији се чланови бирају на изборима.

## Географија

### Положај
Јамајка је по величини треће острво на Карибима. Смештена је између 17 и 19 степени СГШ и 76 и 79 степени ЗГД. Планине, укључујући и Плаве планине, доминирају унутрашњошћу острва, док обалски део обухвата узана равница. Најважнији градови, међу којима је и Кингстон, на јужној обали острва су: Портмор, Спениш Таун, и Мандевил, док су на северној страни Очо Риос, Порт Антонио, Негрил, и Монтего Беј.
Кингстон Харбор је седма по величини природна лука на свету.

### Клима
Клима на Јамајки је тропска, са врелим и влажним временом, иако је на вишој надморској висини у унутрашњости острва умеренија. Неке области на јужној обали, као што су равнице Лигванеја или Педро, су релативно сува.
Налази се у појасу урагана па је некада изложена великом олујном невремену. 
Урагани Чарли и Гилберт погодили су Јамајку 1951. и 1988. изазвавши велику штету и много мртвих. Током прве деценије 21. века урагани Ајван, Дин и Густав су нанели велику штету острву.

## Историја

### Раздобље пре европске колонизације
Припадници народа Аравак и Таино су се из Јужне Америке настанили на острву између 4000. и 1000. п. н. е. У време доласка Кристифора Колумба 1494. на острву је постојало више од 200 села којима су владале сеоске поглавице. Најнасељенија је била јужна обала острва, посебно област данас позната као Олд Харбор.

### Шпанска владавина
Кристифор Колумбо је 1494. острво прогласио шпанским поседом а сматра се да се он искрцао у Драј Харбору, који се сада зове Залив Дискавери. Постоји и недоумица да ли се искрцао у заливу Сент Енс или у заливу Дискавери. Залив Сент Енс је Колумбо првобитно назвао Санта Глорија. Једну миљу ка западу од залива Сент Енс је место где је направљена прва шпанска насеобина на острву Севиља ла Нуева. Основана је 1509. али је напуштена 1524. због лоших услова живота. Главни град острва је 1534. постао Санто Хаго де ла Вега, данашњи Спениш Таун

### Британска владавина
Године 1660. на Јамајки је живело око 4500 белаца и 1500 црнаца али су већ током седамдесетих година 17. века црнци постали већинско становништво.
Енглези су предвођени адмиралом Вилијамом Пеном и генералом Робертом Венејблесом освојили острво 1665. али је отпор Шпанаца потрајао још неколико година. Главни град парохије Сент Џејмс, Монтего Беј, добио је име по шпанском називу за Залив Масти (шп. manteca bahía), што указује да је у овој области била развијена производња масти од многобројних вепрова који су тамо живели.
До 1660. Јамајка је постала уточиште за Јевреје из Француске, Шпаније и Португалије. Први Јевреји су на острво стигли 1510. убрзо након што се син Кристифора Колумба настанио на Јамајки. Након што су Британци преузели управу над острвом, Јевреји су проценили да треба да позову карипске пирате да се настане чиме би онемогућили Шпанце да поврате контролу над Јамајком. Одлучили су да се пирати настане у Порт Ројалу. Енглези су прихватили ове планове јер су сматрали да ће тиме спречити напад на острво.
Шпански колонисти су напустили острво пошто су Енглези ослободили њихове робове. Робови су се настанили у планинама и придружили су се симаронима. Јамајкански симарони су се током 18. века борили против Британаца. Назив симарони се и данас користи за њихове потомке.
Током првих 200 година британске владавине, Јамајка је постала један од највећих произвођача шећера на свету, са годишњом производњом од 77.000 тона у раздобљу од 1820. до 1824. Након укидања трговине робовима 1807, Британци доводе Индијце и Кинезе да раде као слуге под уговором, чиме су надокнадили недостатак радне снаге. Велики број људи који је на овај начин дошао на Јамајку остао је да живи тамо.
Услед зависности Јамајке од робовске радне снаге до почетка 19. века било је двадесет пута више црнаца него белаца.
Након низа побунâ робова на острву и промена у Великој Британији, британска влада је 1833. званично укинула робовласништво. Године 1834. на Јамајки је живело 371.070 људи, од којих су 15.000 били белци; 5.000 слободни црнци; 40.000 обојени тј. мулати; и 311.070 робови.

### Независност
Јамајка је полако стицала независност од Уједињеног Краљевства. Године 1958. постала је провинција у оквиру Федерације Западних Индија, једне федерације у оквиру Британских Западних Индија. Пуну независност је стекла напуштањем федерације 1962.
Прву деценију независности Јамајке карактерише снажан привредни развој са годишњом стопом раста БДП-а од шест посто. Током тих година државу су водили Александер Бустаманте, Доналд Сангстер у Хју Ширер. Раст привреде је остварен захваљујући великим приватним инвестицијама у прераду боксита, туризам, производњу, и у нешто мањој мери у пољопривреду.
Поред великог раста привреде повећале су се класне разлике а постојала је и забринутост да је градска сиротиња изостављена из поделе прихода. Након успоравања светске привреде 1970. године, долази до промене власти. Народна национална партија (енгл. People's National Party) долази на власт 1972. године. Поред напора да створи социјално праведније друштво по питању образовања и здравствене заштите, Јамајка је наставила да економски посрће. Њен друштвени производ је до 1980. пао за 25% у односу на ниво из 1972. Економско посртање се наставило и током осамдесетих година 20. века чему је допринело смањење производње алуминијума и опадање туристичке активности.

## Политика
Јамајка је парламентарна демократија и уставотворна монархија. Краљ Чарлс III је јамајкански монарх. Међутим, с обзиром да је Чарлс III на челу још петнаест земаља унутар Комонвелта и да борави углавном у Уједињеном Краљевству, као краља Јамајке у Јамајци њега представља генерални гувернер Јамајке. Генералног гувернера именују премијер и влада Јамајке а његово постављење одобрава монарх. Све чланове владе поставља генерални гувернер на предлог премијера. Монарх и генерални гувернер имају углавном протоколарне улоге, иако имају и дискреционо право које могу да користе у случају уставне кризе.
Садашњи устав Јамајке донео је заједнички двопартијски комитет 1962. године. Постао је важећи са проглашењем независности 1962. и њеним прихватањем у парламенту Уједињеног Краљевства.
Парламент Јамајке има два дома, Представнички дом (доњи дом) и Сенат (горњи дом). Чланови Представничког дома су директно изабрани. Генерални гувернер за премијера одређује оног члана Представничког дома који по његовој процени може да добије већину у овом телу.
Сенаторе заједнички именују премијер и лидер опозиције а након тога њихов избор одобрава генерални гувернер.
Садашњи председник владе Јамајке Порша Симпсон Милер на дужност је ступила 5. јануара 2012.
Јамајка има традиција двостраначког политичког система, где власт с времена на време врше Народна национална партија и Радничка партија Јамајке (енгл. Jamaica Labour Party). Од 2012. двотрећинску већину у парламенту има Народна национална партија.

## Административна подела
Јамајка је подељена на 14 парохија, обједињених у три историјска округа, који немају никакав административни значај.
| Округ Корнвол | Округ Корнвол | Главни град  | km²   | Округ Мидлсекс | Округ Мидлсекс | Главни град   | km²   | Округ Сари | Округ Сари | Главни град  | km² |
| 1             | Хановер       | Lucea        | 450   | 6              | Кларендон      | Меј Пен       | 1,196 | 11         | Кингстон   | Кингстон     | 25  |
| 2             | Сент Елизабет | Блек Ривер   | 1,212 | 7              | Манчестер      | Мандевил      | 830   | 12         | Портланд   | Порт Антонио | 814 |
| 3             | Сент Џејмс    | Монтиго Беј  | 595   | 8              | Сент Ен        | Сент Ен'с Беј | 1,213 | 13         | Сент Ендру | Халф Веј Три | 453 |
| 4             | Трилони       | Фалмут       | 875   | 9              | Сент Кетрин    | Спениш Таун   | 1,192 | 14         | Сент Томас | Морант Беј   | 743 |
| 5             | Вестморланд   | Саван ла Мар | 807   | 10             | Сент Мери      | Порт Марија   | 611   |            |            |              |     |

## Становништво

### Етничко порекло
Према попису из 2001. већина становника Јамајке је афричког порекла. Најбројнија етничка заједница међу Африканцима који су доведени на Јамајку су били припадници народа Акан, са подручја данашње Гане, и припадници народа Игбо, из данашње Нигерије.
Другу најбројнију етничку групу чине мелези, међу којима многи имају ирско порекло. Већина мелеза се једноставно изјашњава као „Јамајканци“.
Етнички састав Јамајке је следећи: 76,3% су црнци, 15,1% мулати, 3,4% Индуси и мелези Индуса и црнаца, 3,2% белци, 1,2% Кинези и 0,8% остали.
Јамајканаца либанског, сиријског, енглеског, шкотског, ирског и немачког порекла има мало али су веома утицајни у друштвеној и привредној сфери на острву.
Последњих година повећао се број имиграната, углавном из Кине, Хаитија, Кубе, Колумбије и латиноамеричких држава. На Јамајци живи око 20.000 латиноамериканаца и 7.000 Американаца, као и много Американаца, Британаца, и Канађана јамајканског порекла.

## Култура
Иако мала земља, Јамајка је богата културом и доста присутна у свету.
Музички жанрови као што су реге, ска, рокстеди, даб и, у нешто новијем времену, денсхал, рага и рага џангл су сви настали на Јамајци. Боб Марли, можда најпознатији реге музичар, рођен је на Јамајци и ужива велико поштовање у својој домовини.